# Sleepless: The Concise King Crimson
Sleepless: The Concise King Crimson je výběrové album britské rockové skupiny King Crimson. Bylo vydáno na CD v roce 1993 (viz 1993 v hudbě).

## Seznam skladeb
1. „21st Century Schizoid Man“ (Fripp, McDonald, Lake, Giles, Sinfield) – 7:20
  - „Mirrors“

Z alba In the Court of the Crimson King. (1969)
2. „Epitaph“ (Fripp, McDonald, Lake, Giles, Sinfield) – 8:45
  - „March for No Reason“
  - „Tomorrow and Tomorrow“

Z alba In the Court of the Crimson King. (1969)
3. „The Court of the Crimson King“ (McDonald, Sinfield) – 5:19
Zkrácená verze. Z alba In the Court of the Crimson King. (1969)
4. „Cat Food“ (Fripp, Sinfield, McDonald) – 2:45
Zkrácená verze ze singlu „Cat Food“. (1970)
5. „Ladies of the Road“ (Fripp, Sinfield) – 5:30
Z alba Islands. (1971)
6. „Starless“ (Bruford, Cross, Fripp, Palmer-James, Wetton) – 4:36
Zkrácená verze. Z alba Red. (1974)
7. „Red“ (Fripp) – 6:17
Z alba Red. (1974)
8. „Fallen Angel“ (Fripp, Palmer-James, Wetton) – 6:00
Z alba Red. (1974)
9. „Elephant Talk“ (Belew, Bruford, Fripp, Levin) – 4:43
Z alba Discipline. (1981)
10. „Frame by Frame“ (Belew, Bruford, Fripp, Levin) – 5:08
Z alba Discipline. (1981)
11. „Matte Kudasai“ (Belew, Bruford, Fripp, Levin) – 3:45
Z alba Discipline. (1981)
12. „Heartbeat“ (Belew, Bruford, Fripp, Levin) – 3:53
Z alba Beat. (1982)
13. „Three of a Perfect Pair“ (Belew, Bruford, Fripp, Levin) – 4:11
Z alba Three of a Perfect Pair. (1984)
14. „Sleepless“ (Belew, Bruford, Fripp, Levin) – 5:22
Z alba Three of a Perfect Pair. (1984)